# Melaleuca quinquenervia
El niaulí (Melaleuca quinquenervia), o en inglés niaouli, es un árbol de pequeño y mediano tamaño perteneciente a la familia Myrtaceae. La planta es originaria de Nueva Caledonia, Papúa Nueva Guinea y la costa este de Australia, a partir de Botany Bay en Nueva Gales del Sur hacia el Norte, en Queensland y el Territorio del Norte. Se ha naturalizado en los Everglades de Florida, donde se considera una maleza seria por el USDA. Es un árbol de hoja ancha que crece como un árbol frondoso de hasta 20 m de altura, con el tronco cubierto por una gruesa corteza parecida al papel de color blanco, beige y gris. Las hojas gris-verdes son ovaladas y las flores de color crema o blancas como cepillos de botellas, aparecen desde finales de primavera hasta el otoño.

## Descripción
Melaleuca quinquenervia son arbustos o árboles, con un tamaño de hasta 25 m de alto; las ramas jóvenes seríceas, pronto glabrescentes. Hojas alternas, elípticas, 5–9 cm de largo y 0.6–2.5 cm de ancho, ápice agudo, base atenuada, seríceas, pronto glabrescentes, rígidas. Inflorescencias en espigas cilíndricas, de hasta 8.5 cm de largo, terminales o en las axilas superiores, densas, con muchas flores, el eje floral continúa su crecimiento como un brote frondoso; hipanto ligeramente prolongado sobre el ovario, menudamente puberulento a glabro; lobos del cáliz libres cuando en yema, 5, ovados, glabros, no retenidos en el fruto; pétalos 5; filamentos mucho más largos que los pétalos, unidos en la base en 5 paquetes opuestos a los pétalos, blancos, cremas o rojos; ovario 3-locular, numerosos óvulos por lóculo. Fruto una cápsula leñosa retenida en el tallo durante varios años, hemisférica, 3.5–4 mm de largo, glabra.[cita requerida]

## Distribución y hábitat

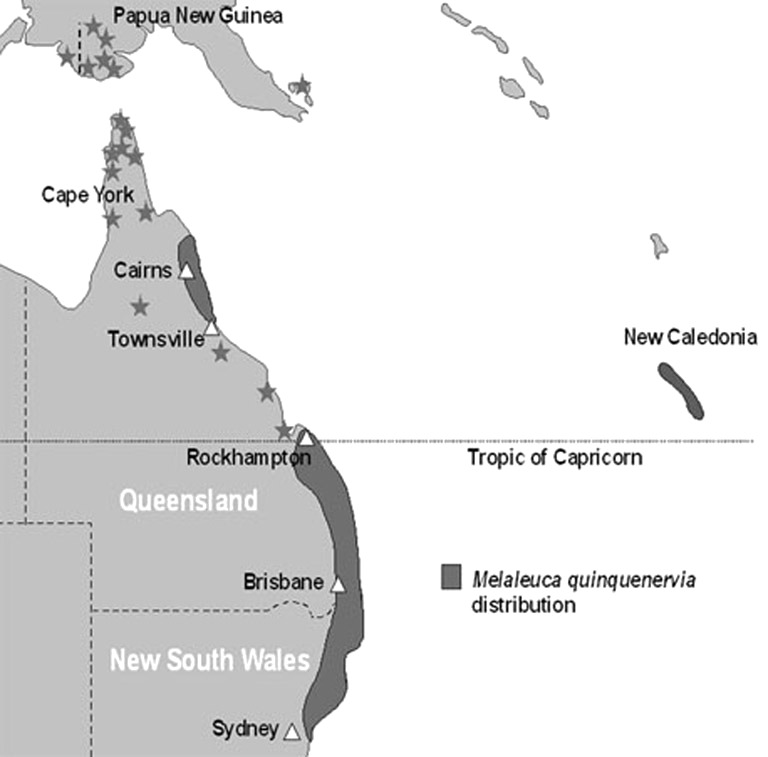
Melaleuca quinquenervia en Australia

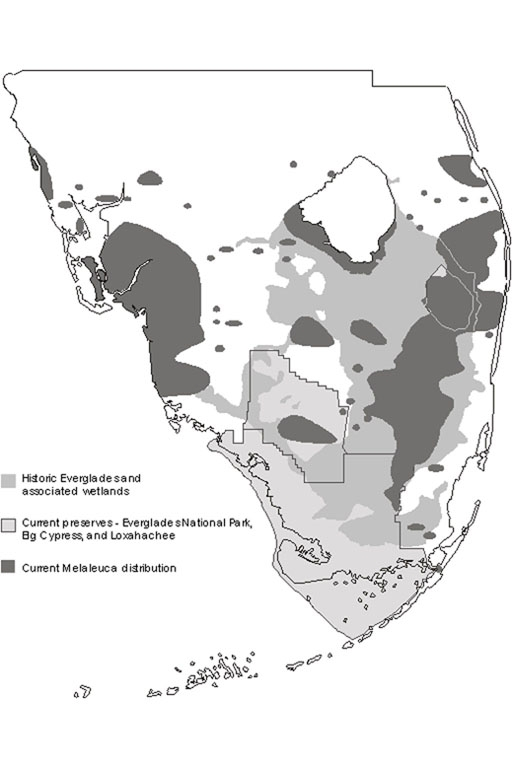
Melaleuca quinquenervia distribución en Florida

Melaleuca quinquenervia crece en las llanuras inundadas estacionalmente y ciénagas de la costa este de Australia hacia el sur hasta la bahía de Botany en Sídney. Es un componente de la sabana del oeste de Nueva Caledonia, como árboles dispersos que salpican el hábitat de pastizales. Su difusión a través de este paisaje podría haber sido facilitada por los fuegos provocados por los humanos. En Australia, es el tercer género de plantas más diverso con hasta 250 especies. Las principales amenazas para la M. quinquenervia son las urbanizaciones, carreteras, y las plantaciones de caña de azúcar y plantaciones de pino. En Australia no están protegidos en reservas, ya que la mayoría de sus bosques se encuentran en propiedad privada, donde sigue actualmente.
Crece en suelos limosos o pantanosos a lo largo de los márgenes de los estuarios o en pantanos, y con frecuencia es la especie dominante. En la región de Sídney, crece junto a árboles como el eucalipto y E. botryoides. Las plantas crecen en un suelo ácido con un pH tan bajo como 2,5.
Melaleuca quinquenervia se introdujo en Florida desde 1900, cuando las muestras fueron plantados cerca de Orlando. Hubo dos importantes introducciones, una por J. Gifford en la Costa Este en 1907, y otra de A.C. Andrews a la costa oeste en 1912. La Administración del Agua del Sur de Florida ha registrado Melaleuca alrededor de las áreas en las que se introdujeron originalmente: al suroeste de Broward y Dade en el norte de la costa este y el sur del condado de Lee y el norte del condado de Collier, en la costa oeste.

## Ecología
Melaleuca quinquenervia se regenera después de los incendios forestales por el rebrote de yemas epicórmicas y su lignotubérculo leñoso y se ha registrado la floración a las pocas semanas de ser quemada. Los árboles pueden vivir por más de 100 años, con 40 años de edad los árboles lograr un diámetro de tronco de 2,7 m en el cultivo.
Las flores sirven como una rica fuente de néctar para otros organismos, incluyendo los murciélagos de la fruta, una amplia gama de insectos y aves, tales como Trichoglossus chlorolepidotus. La Pteropus poliocephalus y Pteropus scapulatus'' que consumen las flores.

## Química

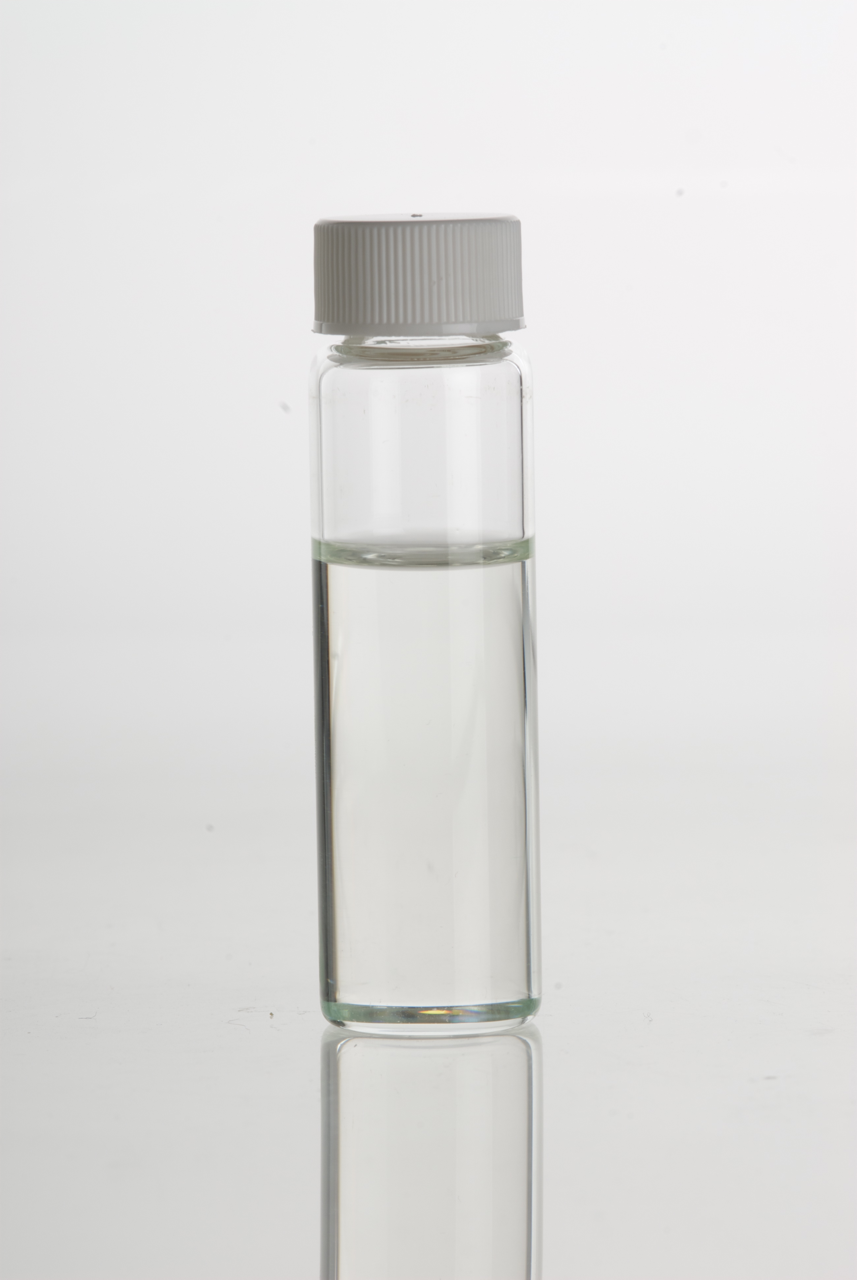
Melaleuca quinquenervia aceite esencial

Quimiotipos en Melaleuca quinquenervia

M. quinquenervia ha demostrado que produce formas químicas distintas. Estas formas o quimiotipos se caracterizan por los compuestos orgánicos terpenos. El quimiotipo 1 tiene terpenos acíclicos foliares, con concentraciones de sesquiterpeno E- nerolidol 74-95% del total del aceite y monoterpeno Linalool. El quimiotipo 2 tiene una alta concentración de terpenos foliares cíclicos, en particular, sesquiterpeno viridiflorol con 13 a 66% del total del aceite. Quimiotipo 2 también incluye monoterpenos 1,8 - cineol y α- terpineol. Grandinin es un elagitanino también se encuentra en las hojas de M. quinquenervia.

## Usos y cultivo
Melaleuca quinquenervia tiene múltiples usos, y es ampliamente utilizado tradicionalmente por los indígenas australianos. Una mezcla se hace con las aromáticas hojas para tratar resfriados, dolores de cabeza y enfermedades en general. El aceite de la hoja destilada también se utiliza externamente para la tos, los resfriados , neuralgias y reumatismo. El nerolidol y linalol quimiotipo también se cultiva y se destila en una pequeña escala para su uso en perfumería.
La corteza de papel como se utiliza tradicionalmente para la fabricación de coolamons , en la vivienda, y para envolver alimentos horneados como revestimiento en los hornos de tierra. El néctar se extrae tradicionalmente por lavado en coolamons de agua que posteriormente se consumen como una bebida. La flor perfumada también produce una miel de color ámbar oscura dependiendo del distrito. Es de sabor fuerte y acaramelada y no se considera como una miel de alta calidad, pero sin embargo es popular.
La madera es tolerante de ser empapada, y se utiliza en las cercas.
Melaleuca quinquenervia se utiliza a menudo como un árbol plantado en la calle o en los parques y jardines públicos, sobre todo en Sídney. En su Australia nativa, es excelente como barrera contra el viento, la selección de árboles y una fuente de alimentos para una amplia gama de especies de insectos y aves locales. Puede tolerar suelos anegados. Es considerado por el Departamento de Agricultura de Estados Unidos (USDA) como una maleza invasora en Florida donde fue introducida para drenar pantanos.
El aceite esencial de Melaleuca quinquenervia se utiliza en una variedad de productos cosméticos, especialmente en Australia. El aceite se utiliza en la herbolaria y la medicina natural para trabajar como agente antiséptico y antibacteriano, para ayudar con las infecciones de vejiga, problemas respiratorios y catarros . El aceite tiene una puntuación de riesgo muy bajo (nivel 0) en el Cosmetic Safety Basebase.

## Taxonomía
Melaleuca quinquenervia fue descrita por (Cav.) S.T.Blake y publicado en Proceedings of the Royal Society of Queensland 69(7): 76. 1958.
Melaleuca quinquenervia fue descrita por primera vez como miembro de Metrosideros por el naturalista español Antonio José Cavanilles en 1797, y Stanley Thatcher Blake del Herbario de Queensland después la colocó en Melaleuca en 1958. 
Etimología
Melaleuca: nombre genérico que deriva del griego antiguo: melanos = "negro" y leukos = "blanco" (esto hace referencia a los troncos de las plantas de este género). 
quinquenervia: epíteto específico que deriva del latín quinque = "cinco", y nervus = "nervios" - en referencia a venas de las hojas. 
Sinonimia
- Melaleuca leucadendra var. angustifolia L.f.
- Melaleuca leucadendra var. coriacea (Poir.) Cheel
- elaleuca maidenii R.T.Baker
- Melaleuca smithii R.T.Baker
- Melaleuca viridiflora var. rubriflora Pancher ex Brongn. & Gris
- Metrosideros albida Sieber ex DC.
- Metrosideros coriacea Poir.
- Metrosideros quinquenervia Cav.[23][24]